# Måske uskyldig (dokumentarfilm)
|  | Denne artikel er oprettet af botten Steenthbot ud fra en ekstern database. Den kan derfor have sproglige fejl eller mangler. Denne skabelon kan fjernes efter kontrol af indholdet. |

 For alternative betydninger, se Måske uskyldig (flertydig). (Se også artikler, som begynder med Måske uskyldig)
Måske uskyldig er en dansk dokumentarfilm fra 2009 instrueret af Nagieb Khaja.

## Handling
"Måske uskyldig" skildrer en kvindes kærlighed til sin terrormistænkte mand og hendes kamp for hans løsladelse. En mand som siden har lagt navn til tuneser-loven.
I februar 2008 slår PET døren ind til Hafsas hjem og fængsler hendes tunesiske mand, Karim, mistænkt for at ville dræbe tegneren Kurt Westergaard. Med en ny terrorlov i hånden kan PET udvise Karim uden rettergang, uden at fremlægge beviser og uden, at Karim har mulighed for at forsvare sig ved en domstol.
Debatten om de administrative udvisninger rasede i månedsvis. Hvordan sikrer man statens sikkerhed uden at gå på kompromis med borgernes retssikkerhed? Er man altid uskyldig, til det modsatte er bevist?
Overbevist om Karims uskyld gør Hafsa alt, hvad hun kan for at hjælpe sin mand, der i offentlighedens øjne allerede er dømt som terrorist.

"Måske uskyldig" stiller skarpt på terrorlovgivningen og dens konsekvenser for de involverede mennesker. Hafsas historie giver et usædvanligt indblik i, hvordan pårørende til terrormistænkte mærker konsekvenserne af de nye love.